# Miwako Daira
Miwako Daira (大良 美波子, Daira Miwako), née en 1966 est une scénariste et auteure de roman policier japonaise. 

## Éléments biographiques
Daira naît en 1966 à Tokyo. Diplômée de la faculté de philosophie de l'université Aoyama Gakuin, elle est membre de la « Japanese Writers Guild ».
En 1998 elle fait ses débuts de scénariste avec le dorama télévisé Bishōjo H. En 2010, elle écrit le roman policier Gōyoku na Hitsuji sous le pseudonyme Kazune Miwa (美輪 和音, Miwa Kazune) et remporte avec 7. Mysteries! (ミステリーズ!, Misuterīzu!) le prix du nouvel écrivain de l'année.

## Œuvres

### Films
- 2004 : La Mort en ligne
- 2005 : One Missed Call 2
- 2006 : One Missed Call Final
- 2008 : One Missed Call, 2008

### Drames télévisés
- 1998 : Bishōjo H (美少女H)
- 2000 : Warui Onna „Shuffle“ (悪いオンナ「シャッフル」, Warui Onna „Shaffuru“)
- 2001 : Food Fight Special (フードファイトスペシャル, Fūdo Faito Spesharu)
- 2003 : Egao no Hōsoku (笑顔の法則)
- 2003 : Shin Yonige Yahonpo (新・夜逃げ屋本舗)

### Roman
- 2010 : Gōyoku na Hitsuji (強欲な羊)

## Distinction
- 2010 : Prix du nouvel auteur de l'année (7. Mysteries!)